# Lawrence Durrell
Lawrence George Durrell (Jalandhar, 27 de Fevereiro de 1912 — Sommières, 7 de Novembro de 1990) foi um romancista, poeta e dramaturgo britânico nascido na Índia.
A sua obra mais famosa é Quarteto de Alexandria, uma tetralogia composta pelos livros Justine (1957), Balthazar (1958), Mountolive (1958) e Clea (1960).

## Obras

### Romances
- Pied Piper of Lovers 1935
- Panic Spring (pseudónimo: Charles Norden) 1937
- The Black Book 1938 (mas publicado no Reino Unido a 1 de Janeiro de 1977 por Faber and Faber)
- The Dark Labyrinth 1947
- White Eagles Over Serbia 1957
- Quarteto de Alexandria (Justine 1957, Balthazar 1958, Mountolive 1958, Clea 1960)
- The Revolt of Aphrodite (Tunc 1968, Nunquam 1970)
- The Avignon Quintet (Monsieur 1974, Livia 1978, Constance 1982, Sebastian 1983, Quinx 1985)

### Viagens
- Prospero's Cell: A guide to the landscape and manners of the island of Corcyra 1945
- Reflections on a Marine Venus 1953
- Bitter Lemons 1957
- Blue Thirst 1975
- Sicilian Carousel 1977
- As Ilhas Gregas - no original The Greek Islands 1978
- Caesar's Vast Ghost 1990
- Spirit of Place - letters and essays on travel 1969

### Poesia
- Selected Poems: 1953–1963 editado por Alan Ross 1964
- Collected Poems: 1931–1974 editado por James A. Brigham 1980

### Drama
- Sappho 1950
- An Irish Faustus 1963
- Acte 1964

### Humor
- Esprit de Corps 1957
- Stiff Upper Lip 1958
- Sauve Qui Peut 1966